# Pakistanische Volkspartei

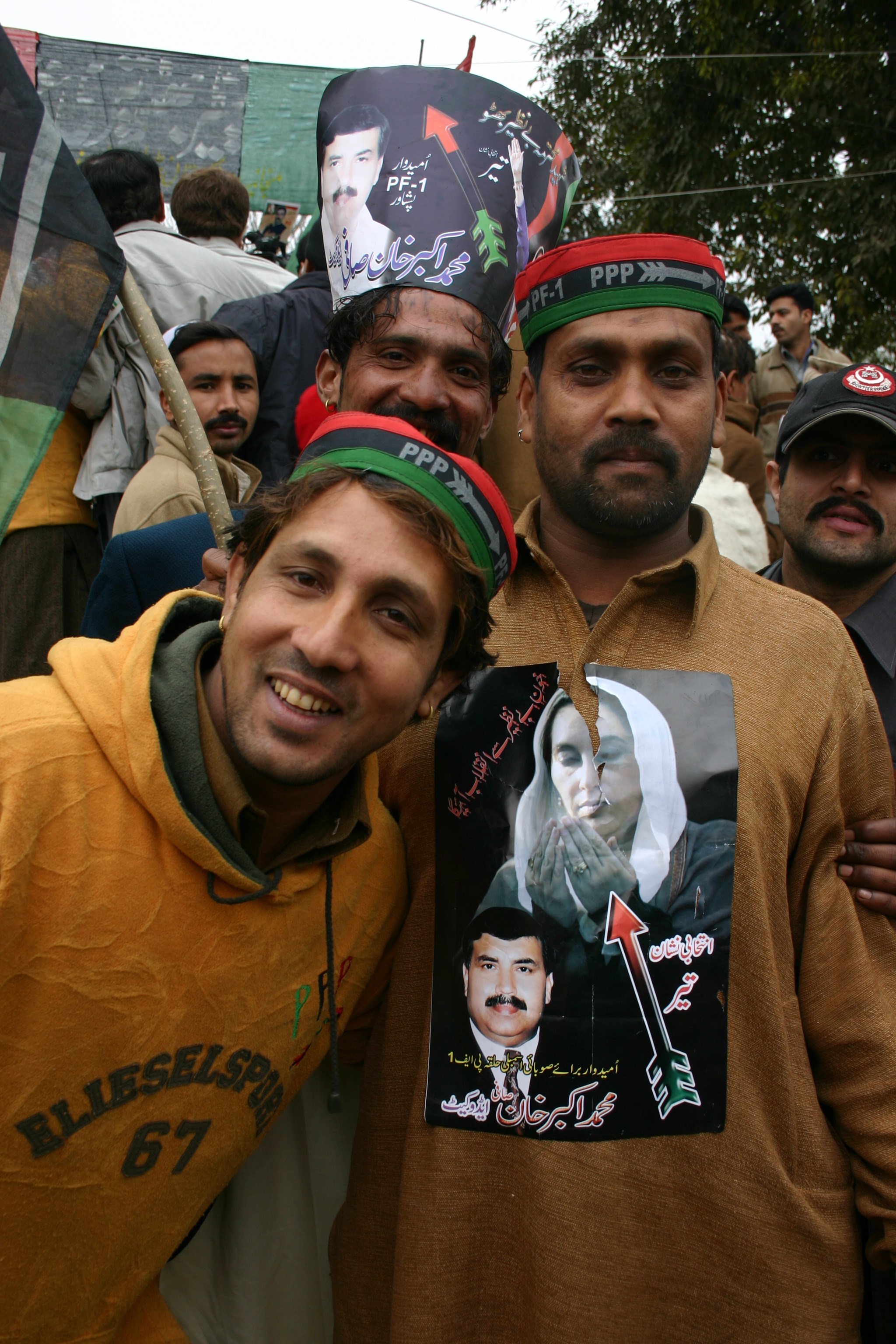
PPP-Wahlveranstaltung in Peschawar

Die Pakistanische Volkspartei (Urdu پاکستان پیپلز پارٹی Pākistān pīplz pārṭī, PPP; englisch Pakistan Peoples Party) wurde am 30. November 1967 vom Großgrundbesitzer Zulfikar Ali Bhutto als gemäßigt sozialistisch ausgerichtete Partei gegründet.
Als programmatische Leitsprüche wurden „Unsere Religion heißt Islam, unsere politische Ordnung heißt Demokratie, unser Wirtschaftssystem heißt Sozialismus“ und „Roti, Kapra, Makan“ (Nahrung, Kleidung, Wohnung) gewählt.
Parteivorsitzender ist seit Ende 2007 Bilawal Bhutto.
Sie geht wohl ursächlich auf den Indischen Nationalkongress aus der britischen Kolonialzeit zurück. Zu den Gründern gehörten Großbürger und Großagrarier, die allerdings auch sozialistische Interessen wie Landreform und Verstaatlichung verfolgten.
Die Machtbasis der Partei liegt in der südlichen Provinz Sindh, wo die Dynastie der Bhuttos beheimatet ist.

## Geschichte
1971, nach der Niederlage (West-)Pakistans im Sezessionskrieg gegen Bangladesch (das frühere Ostpakistan), kam Zulfikar Ali Bhutto mit der Partei an die Macht. Die Regierung Bhutto wurde 1977 durch General Mohammed Zia ul-Haq gestürzt; zwei Jahre später wurde Bhutto hingerichtet. Nach dem Tode Zia ul-Haqs im Jahre 1988 gelang der PPP mit Zulfikar Ali Bhuttos Tochter Benazir an der Spitze ein Wahlsieg. Von 1988 bis 1990 und erneut von 1993 bis 1996 stellte sie die Regierung.
Benazirs Bruder Murtaza Bhutto machte nach seiner Rückkehr im November 1993 aus dem Exil in Damaskus seinen Anspruch auf die Parteiführung geltend. Er organisierte seine Anhänger in der sich programmatisch links von der PPP positionierenden Partei PPP/SB (Pakistan Peoples Party/Shaheed Bhutto), blieb damit aber in der deutlichen Minderheit. Nachdem er am 20. September 1996 von der Polizei in Karatschi erschossen wurde, übernahm seine Witwe Ghinwa Bhutto die Führung.
Ferner haben sich die nach ihrem Führer Sherpao benannte PPP-S und am 30. August 1986 die Nationale Volkspartei abgespalten.
Innerhalb der PPP ist die aus der trotzkistischen Tradition stammende Gruppe Tabqati Jeddojudh aktiv, welche dem internationalen Zusammenschluss Internationale Marxistische Tendenz (IMT) angehört. Eines ihrer Mitglieder wurde bei den Wahlen 2002 auf einem PPP-Ticket kandidierend ins Parlament gewählt.
2006 schloss die Pakistanische Volkspartei eine Allianz für die Wiederherstellung der Demokratie mit der Pakistanischen Muslimliga (PML-N) des ehemaligen Premierministers Nawaz Sharif.
Bei den Parlamentswahlen 2008 wurde die PPP stärkste Kraft in der Nationalversammlung. Die Staatspräsident Musharraf nahestehende Pakistan Muslim League Quaid-e-Azam (PML-Q) hatte ihre Vormachtstellung im Parlament verloren und wurde nur noch drittstärkste Kraft. Die PPP und Sharifs PML-N vereinbarten die Bildung einer gemeinsamen Regierung, als Premierminister wurde der ehemaligen Minister und Parlamentspräsident sowie Vize-Parteivorsitzende der PPP Yousaf Raza Gilani gewählt. Sechs Wochen nach Vereidigung der neuen Regierung kam es aber zu einer schweren Krise, als die Minister der PML-N geschlossen ihren Rücktritt erklärten. Hintergrund waren Streitigkeiten über die Wiedereinsetzung der von Präsident Musharraf während des Ausnahmezustands im Herbst 2007 entlassenen Richter. Trotz der Rücktritte wolle die PML-N aber nach Aussage von Nawaz Sharif die Regierung weiterhin unterstützen.